# Crambus descarpentriesi
Crambus descarpentriesi là một loài bướm đêm trong họ Crambidae.